# Mânjina, Dâmbovița
Mânjina este un sat în comuna Voinești din județul Dâmbovița, Muntenia, România.

## Istoric
Mânjina este, alături de satul Lunca, un sat foarte greu de datat cu precizie, din cauza lipsei documentelor scrise privind existența acestuia. Se cunoaște însă că datează din secolul al XVII-lea, la fel ca satul Oncești, deși cu siguranță acesta exista chiar și înainte de această perioadă, mai ales dacă se are în vedere aproprierea față de satul Manga. Apariția și dezvoltarea sa poate fi pusă pe baza legăturilor ce s-au creat în timp între satele Suduleni și Manga.
 Acest articol despre o localitate din județul Dâmbovița este deocamdată un ciot. Puteți ajuta Wikipedia prin completarea lui.